# Estero (Florida)
Estero es un lugar designado por el censo ubicado en el condado de Lee en el estado estadounidense de Florida. En el Censo de 2010 tenía una población de 2.612 habitantes y una densidad poblacional de 423,48 personas por km².

## Geografía
Estero se encuentra ubicado en las coordenadas 26°25′23″N 81°48′7″O / 26.42306, -81.80194. Según la Oficina del Censo de los Estados Unidos, Estero tiene una superficie total de 53.4 km², de la cual 51.86 km² corresponden a tierra firme y (2.87%) 1.53 km² es agua.

## Demografía
Según el censo de 2010, había 22.612 personas residiendo en Estero. La densidad de población era de 423,48 hab./km². De los 22.612 habitantes, Estero estaba compuesto por el 95.21% blancos, el 1.03% eran afroamericanos, el 0.12% eran amerindios, el 1.34% eran asiáticos, el 0.04% eran isleños del Pacífico, el 1.35% eran de otras razas y el 0.89% pertenecían a dos o más razas. Del total de la población el 5.87% eran hispanos o latinos de cualquier raza.